# (35349) 1997 LY12
1997 LY12 (asteroide 35349) é um asteroide da cintura principal. Possui uma excentricidade de 0.11580250 e uma inclinação de 6.22224º.
Este asteroide foi descoberto no dia 7 de junho de 1997 por Eric Walter Elst em La Silla.